# Armand René du Châtellier
Pour les articles homonymes, voir Maufras et Le Châtellier.
Armand René Maufras du Chatellier, né le 7 avril 1797 à Quimper et mort le 27 avril 1885 au château de Kernuz à Pont-l'Abbé, est un archéologue, historien et économiste français.

## Historique familial
Armand René Maufras du Chatellier est né dans une famille d'ancienne bourgeoisie originaire de Normandie , établie en Bretagne au XVIIIe siècle, issue de Jean Maufras (1695-1764), sieur du Châtellier en Poilley près d'Avranches. Son fils Louis Maufras, sieur du Chätellier (1718-1797), deviendra économe de l'abbaye de Saint-Georges, juge de paix, feudiste distingué, et auteur du chartrier de l'Évêché de Léon. René Louis Maufras du Chatellier (1754-1845), fils de Louis, était commissaire du roi, président du tribunal de Quimper, (Finistère). Paul Armand Maufras du Chatellier (1835-1905), lauréat de l'Académie des inscriptions et belles lettres, sera président de la Société archéologique du Finistère, officier de l'Instruction publique.

## Armes de la famille
« de gueules à 3 molettes d'or : 2 et 1., et un trèfle de sinople en abîme ; parfois écartelé: d'azur à la fasce d'argent chargée de 3 têtes de lions de gueules et accompagnée de 3 molettes d'argent :  et 1 ».

## Biographie
Armand René du Chatellier est membre fondateur de l'Académie des sciences morales et politiques et de l'Association bretonne, à laquelle il adjoint, avec le concours d'Arcisse de Caumont, une section archéologie en 1843. Il fonde le journal Le Quimperois. Propriétaire châtelain de Kernuz, il est aussi maire de Pont-l'Abbé du 16 février 1874 au 8 novembre 1877.
De 1833 à 1839, il assure la fonction d’inspecteur départemental des prisons et des établissements de bienfaisance (enfants trouvés, abandonnés et orphelins), sous l'égide du préfet du Finistère. Il ne compte pas ses heures à parcourir les hospices dépositaires (Brest, Morlaix, Quimper et Quimperlé), et visiter les enfants placés dans les familles à la campagne en Cornouaille et en Léon.
Son fils Paul-Armand du Chatellier, archéologue breton connu, rassembla au château de Kernuz une vaste collection d'objets, vases, outils et bijoux de la Préhistoire dont l'essentiel se trouve désormais au musée des Antiquités nationales à Saint-Germain-en-Laye.

## Œuvres
- La mort de Louis XVI : scènes historiques de juin 1792 à janvier 1793 , Moutardier éditeur, Paris, 1828
- Excursion dans l'Amérique du Sud, esquisses et souvenirs, Paris, Renard éditeur, 1828
- La mort des Girondins, drame en cinq actes, Paris, Rapilly éditeur, 1829
- Histoire de la Révolution dans les départements de l'ancienne Bretagne, livre publié en 1836[5].
- La guerre de Vendée
- Les persécutions religieuses et la Convention
- Des alphabets celtiques et celto-armoricains
- L'Inde antique
- Mémoire sur la pêche à la sardine
- Évêché et ville de Quimper
- Un essai de socialisme, 1793-94-95 : réquisitions, maximum, assignats  (avec une biobibliographie de l’auteur par Léon de La Sicotière), Paris, Retaux-Bray, 1887, 88 p. (lire en ligne).